# Anoplogynus nasutus
Anoplogynus nasutus is een hooiwagen uit de familie Gonyleptidae. De wetenschappelijke naam van Anoplogynus nasutus gaat terug op Piza.